# Joseph Hasler
Joseph(us) Hasler (* 22. April 1900 in Altstätten SG; † 20. Dezember 1985 in Appenzell) war römisch-katholischer Bischof von St. Gallen.

## Leben

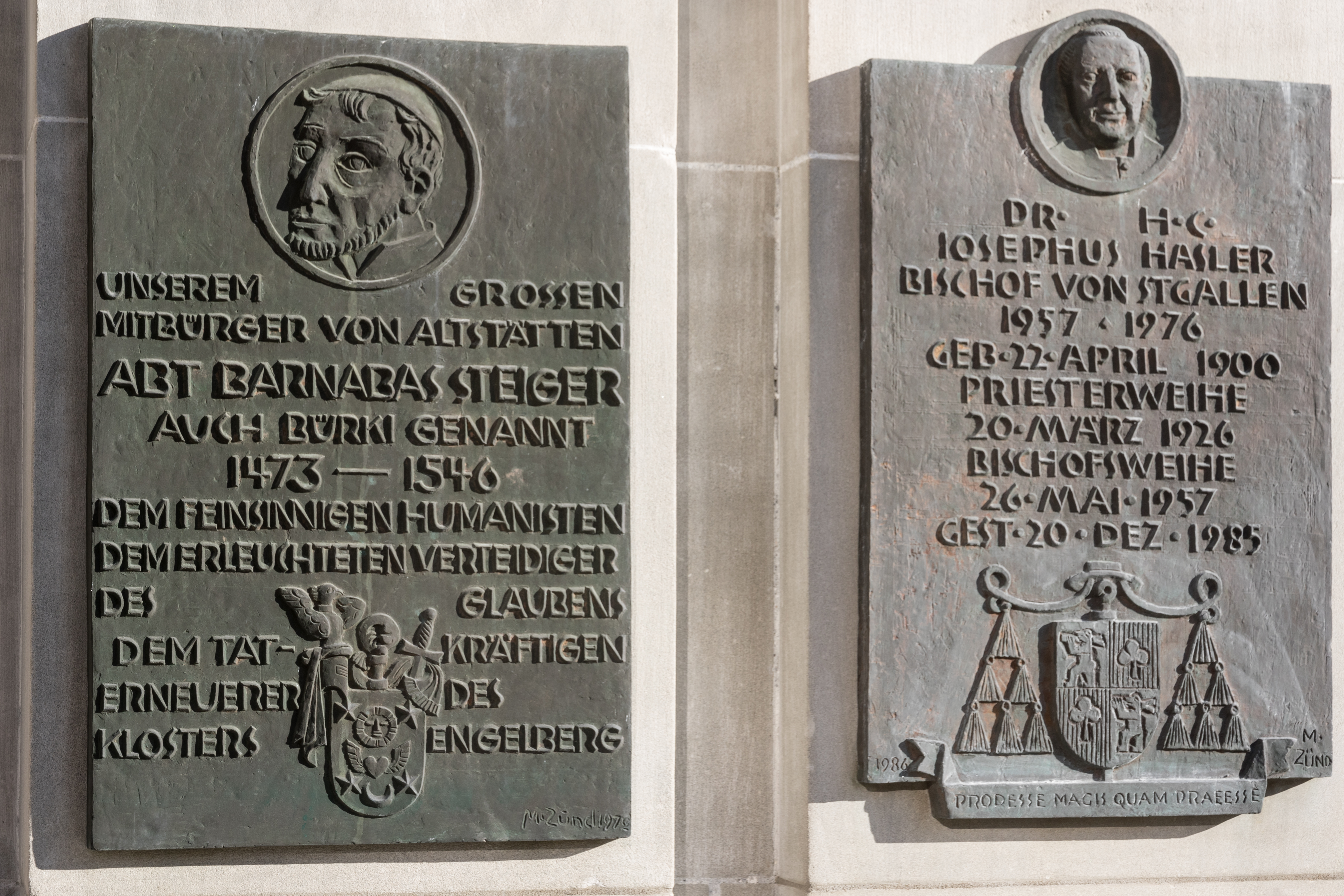
Gedenkplatten beim Portal der Kath. Kirche St. Nikolaus in Altstätten

Nach dem Besuch des Gymnasiums St. Fidelis in Stans studierte er 1921 bis 1925 Theologie an der Universität Freiburg (Schweiz). Er empfing am 20. März 1926 in St. Gallen die Priesterweihe. 1926 bis 1932 wirkte er als Kaplan in Appenzell und war danach als Pfarrer in Eschenbach SG (1933–1944) und Andwil SG (1944–1948) tätig, bevor er 1948 bis 1957 als Stadtpfarrer und Ruralkanonikus nach Wil SG wechselte.
Am 16. April 1957 wurde er zum Bischof von St. Gallen gewählt, nachdem sein Vorgänger Joseph Meile am 6. Januar im Amt verstorben war. Am 26. Mai spendete ihm der spätere Kardinal und damalige Apostolische Nuntius in der Schweiz Gustavo Testa die Bischofsweihe; Mitkonsekratoren waren Christian Caminada, Bischof von Chur, und Franz von Streng, Bischof von Basel und Lugano.
1975 reichte er altershalber die Demission ein, trat am 24. März 1976 von seinem Amt zurück und war danach bis zu seinem Tod noch einmal als Kaplan in Appenzell tätig.

## Wirken
Hasler war Mitbegründer des Fastenopfers der Schweizer Katholiken und setzte sich am Zweiten Vatikanischen Konzil für die Beibehaltung der lateinischen Sprache in der Liturgie ein. 1957 wurde er zum Ehrendoktor der Universität Freiburg ernannt.
An der Synode 72 mahnte er in einer Predigt: «Es ist falsch, eine Aufteilung in Progressive und Konservative vorzunehmen, denn wir müssen beides zusammen sein. Einziger Massstab unseres Handelns ist das Evangelium.»
Joseph Hasler war von 1963 bis 1985 Prior der Deutschschweizerischen Sektion des Ritterordens vom Heiligen Grab zu Jerusalem.